# 聖保羅斯鎮區 (北卡羅萊納州羅伯遜縣)
聖保羅斯鎮區（英語：St. Pauls Township）是位於美國北卡羅萊納州羅伯遜縣的一個鎮區。

## 地方資料
聖保羅斯鎮區的面積為149.18平方千米，皆為陸地。根據2020年美國人口普查的數據，當地共有人口8298人，而人口密度為每平方千米55.62人。